# Akaba (Jordanien)
Akaba (auch Aqaba, arabisch العقبة, DMG al-ʿAqaba ‚steiler Anstieg‘, lokale Aussprache el-ʿAgabe) ist eine Stadt in Jordanien mit 148.398 Einwohnern (Volkszählung 2015). Sie ist ein Seehafen am Golf von Akaba, einem Seitenarm des Roten Meeres.
Akaba ist der einzige Seehafen Jordaniens. Haupteinnahmequellen sind der Tourismus und der Export von Phosphatdünger. Akaba ist auch der einzige jordanische Tauchort am Roten Meer. Bereits unter König Hussein I. wurde in den 1990er Jahren ein Teil der Korallenriffe unter Naturschutz gestellt und weitere künstliche Riffe geschaffen. Trotzdem sind die Korallenriffe weiter in Gefahr.
Akaba ist eine Freihandelszone und besitzt einen Flughafen. Im Norden der Stadt befindet sich der südlichste der drei bestehenden Grenzübergänge nach Israel.

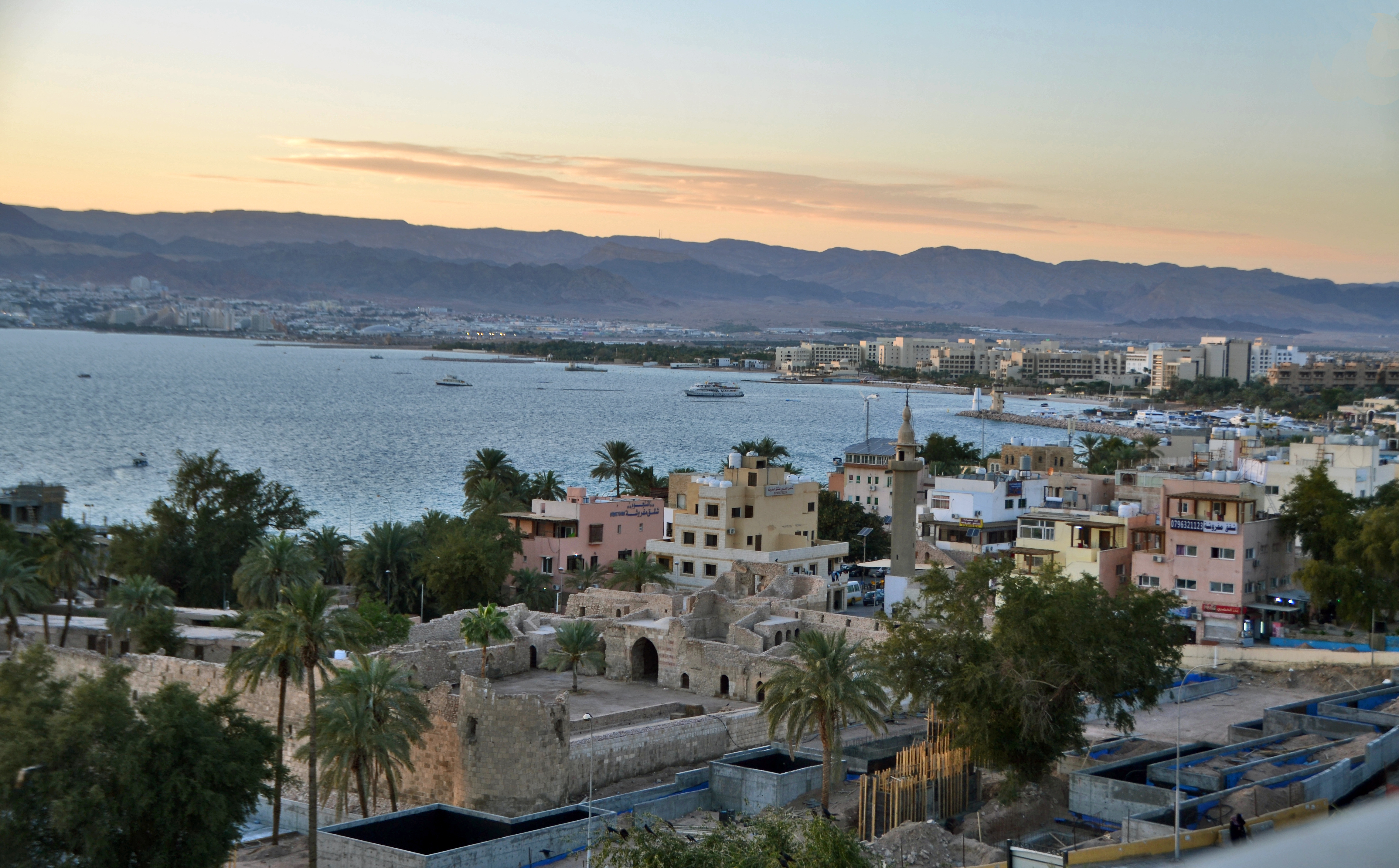
Akaba – Hotel- und Strandzone – vorne die Burg Mamluk

## Geschichte
Schon in der Antike war Akaba ein wichtiges Handelszentrum. An der Stelle der heutigen Stadt bestanden vermutlich zwei auch in der Bibel genannte Vorläufersiedlungen, nämlich Eilat und Ezjon-Geber. Östlich von Aqaba konnten zahlreiche Felsbilder dokumentiert werden, die die Nutzung der dortigen Wüste zwischen dem Chalkolithikum und der Gegenwart bezeugen.
Unter der Herrschaft der Ptolemäer hieß der Ort Berenike. Bis zum Jahre 106 n. Chr. gehörte die Stadt anschließend etwa 250 Jahre lang dem Reich der Nabatäer an, wurde dann aber nach der Annexion des Reiches durch die Römer unter den Namen Aila bzw. Aelana in die Provinz Arabia Petraea eingegliedert und spielte insbesondere für den Indienhandel eine nicht unbedeutende Rolle. Mit der Reichsteilung 395 kam die Stadt an das Oströmische Reich.

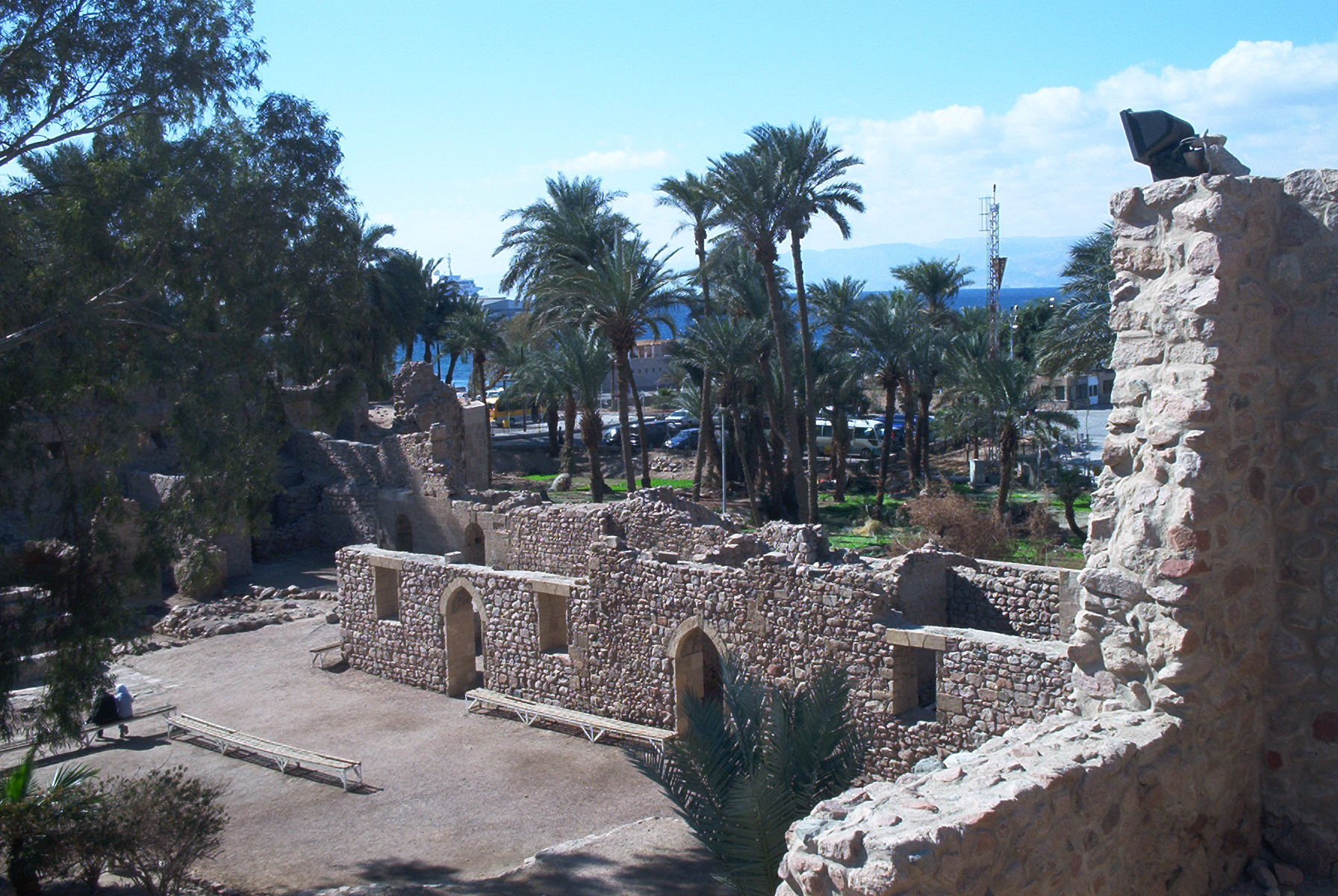
Das von den Mamluken im 13. Jahrhundert errichtete Fort von Akaba

Im Zuge des Aufstiegs des Islam wurde die Stadt bereits zu Mohammeds Lebzeiten zwischen 622 und 632 erobert und anschließend ein Teil des Kalifats. Im frühen 12. Jahrhundert wurde die Stadt dann von Kreuzrittern erobert, die auf der nahegelegenen Pharaoneninsel die Burg Helim bauten. Unter Saladin wurde die Stadt 1170 erobert und geriet 1250 unter den Einfluss der Mamluken. Von Beginn des 16. Jahrhunderts bis 1917 war die Stadt Teil des Osmanischen Reiches.
Im Juli 1917 konnte die strategisch wichtige Stadt durch die arabischen Stämme Faisals I. unter dem Kommando von Thomas Edward Lawrence nach einem Gewaltmarsch entlang der Wüste Nefud eingenommen werden. Bis 1946 verblieb die Stadt als Teil von Transjordanien unter britischer Kontrolle und wurde dann die größte Hafenstadt des Staates Jordanien. Von November 1956 bis Januar 1957 war die Stadt von Israel besetzt (Sueskrise).
Während eines Hafenaufenthaltes wurden die Ashland und die sie begleitende Kearsarge am 19. August 2005 von Terroristen mit drei Katjuschas beschossen. Eine Rakete verfehlte nur knapp den Bug der Ashland und tötete einen jordanischen Soldaten auf dem Kai, die beiden anderen verfehlten die Schiffe mit größerem Abstand.

## Sehenswürdigkeiten

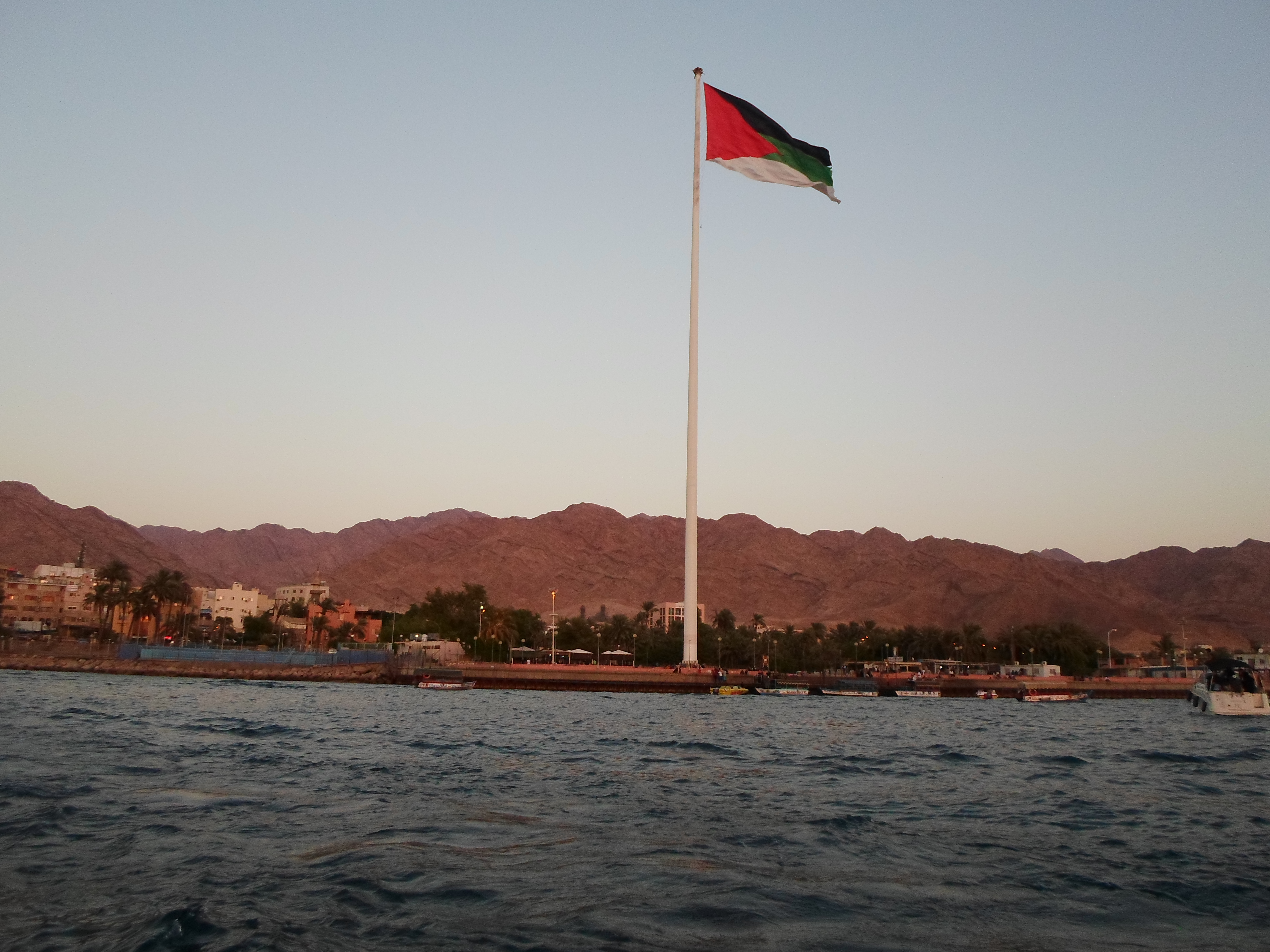
Fahnenmast mit der Flagge der Arabischen Revolte

Im Hafen bieten Glasbodenboote Rundfahrten an. Der 130 Meter hohe Fahnenmast trägt die Flagge der Arabischen Revolte in Erinnerung an die Schlacht von Akaba 1917 und ist einer der höchsten der Welt.

## Städtepartnerschaften
- Málaga, Spanien

## Persönlichkeiten
- Mahmoud al-Mardi (* 1993), Fußballspieler
- Abdallah Nasib (* 1994), Fußballspieler

## Klimatabelle
|                       | Jan  | Feb  | Mär  | Apr  | Mai  | Jun  | Jul  | Aug  | Sep  | Okt  | Nov  | Dez  |   |      |
| Mittl. Tagesmax. (°C) | 20,5 | 22,2 | 25,7 | 30,7 | 35,1 | 38,4 | 39,4 | 39,1 | 36,4 | 32,7 | 27,0 | 21,8 | ⌀ | 30,8 |
| Mittl. Tagesmin. (°C) | 8,9  | 10,1 | 12,9 | 17,0 | 20,7 | 23,6 | 25,1 | 25,3 | 23,3 | 19,9 | 14,9 | 10,3 | ⌀ | 17,7 |
|                       |      |      |      |      |      |      |      |      |      |      |      |      |   |      |
| Niederschlag (mm)     | 4,9  | 5,2  | 4,6  | 3,4  | 1,0  | 0,0  | 0,0  | 0,0  | 0,0  | 1,8  | 3,0  | 7,7  | Σ | 31,6 |
|                       |      |      |      |      |      |      |      |      |      |      |      |      |   |      |
| Regentage (d)         | 2,0  | 1,4  | 1,5  | 0,8  | 0,5  | 0,0  | 0,0  | 0,0  | 0,0  | 0,6  | 0,9  | 1,9  | Σ | 9,6  |

| 8,9 |

| 10,1 |

| 12,9 |

| 17,0 |

| 20,7 |

| 23,6 |

| 25,1 |

| 25,3 |

| 23,3 |

| 19,9 |

| 14,9 |

| 10,3 |

| 8,9 |

| 10,1 |

| 12,9 |

| 17,0 |

| 20,7 |

| 23,6 |

| 25,1 |

| 25,3 |

| 23,3 |

| 19,9 |

| 14,9 |

| 10,3 |

| N i e d e r s c h l a g | 4,9 | 5,2 | 4,6 | 3,4 | 1,0 | 0,0 | 0,0 | 0,0 | 0,0 | 1,8 | 3,0 | 7,7 |
|                         | Jan | Feb | Mär | Apr | Mai | Jun | Jul | Aug | Sep | Okt | Nov | Dez |